# Asakita-ku
Asakita (安佐北区, Asakita-ku) est l'un des huit arrondissements de la ville de Hiroshima au Japon. Il est situé au nord-est de la ville.

Position de l'arrondissement d'Asakita dans la ville de Hiroshima.

En 2016, sa population est de 144 276 habitants pour une superficie de 353,33 km2, ce qui fait une densité de population de 408 hab./km2.

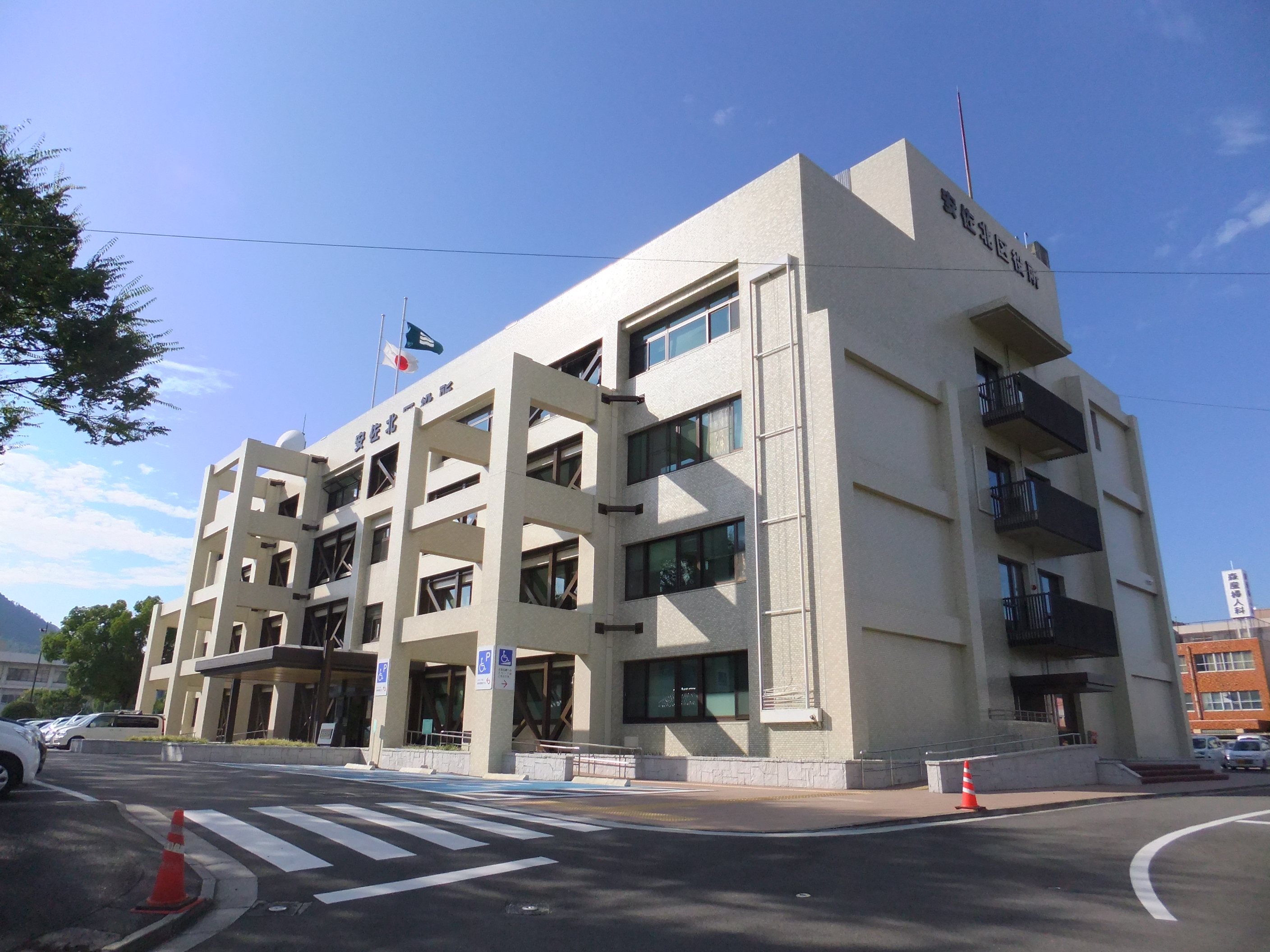
Mairie de l'arrondissement.

## Histoire
L'arrondissement a été créé en 1980 lorsque Hiroshima est devenue une ville désignée par ordonnance gouvernementale.
Il a été particulièrement touché par les glissements de terrain ayant touché la préfecture en août 2014.

## Transport publics
L'arrondissement est desservi par les lignes Kabe et Geibi de la JR West.